# Nactus undulatus
Nactus undulatus — вид геконоподібних ящірок родини геконових (Gekkonidae). Ендемік Індонезії.

## Поширення і екологія
Nactus undulatus є ендеміками островів Кай на півдні Молуккського архіпелагу.